# 名古屋市立丸の内小学校
名古屋市立丸の内小学校（なごやしりつ まるのうちしょうがっこう）は愛知県名古屋市中区丸の内三丁目に位置する市立小学校。

## 概要
2023年（令和4年）に名城小学校と御園小学校を統合し新設開校した。
校舎・敷地は名城小学校の校舎・敷地を引継ぎ利用している。
名古屋城天守閣や本丸を含む名古屋城全域が学区に指定されている。しかし名古屋城内南側三の丸地区は県庁、市役所、裁判所等が集中する官庁街となっており居住者はほぼいない。
その為大概の通学者は、名古屋城外南側のエリアである丸の内や伏見（錦）などオフィスが集中するエリアに住民票を置いてる者が通学する。
卒業後進学中学校は名古屋市立丸の内中学校である。丸の内中学校は丸の内小学校の学区域が全く同じである為、特段の事情無ければ全員同じ学校に進学する事になる。

## 歴史

### 明治維新・義校として設立
丸の内小学校は名古屋の小学校で最も歴史系譜が長い小学校である。
- 名古屋藩は明治維新後、藩校明倫堂を改革して「小学」を設け、庶民にも門戸を開こうとした。しかし、士族と庶民の間の意識の隔たりもあり、結局は士族子弟の学校となった。廃藩置県により名古屋県となった後の1871年（明治4年）9月、県は一般庶民の学校として民間有志による「義校」の設置を奨励した。1871年（明治4年）10月、名古屋で最初の義校として第一義校が設立された。これが丸の内小学校の系譜の始まりの学校である。[4]

### 尋常小学校、国民学校を経て太平洋戦争の終戦
- 愛知県は明治6年(1873)に小学校の設置にとりかかり400を超える義校を整備、拡充して小学校へと切り替えていった。その際に第一義校は菅原尋常小学校となる。[4]
- 菅原尋常小学校の近隣に園町、明倫、七町（後に本町）、八重、大成、久屋尋常小学校が設立。なお大成尋常小学校は後に大成尋常高等小学校を経て国民学校となる。
- 1941年（昭和16年）- 国民学校令で全て国民学校となり菅原国民学校となる。この時に近隣の園町、明倫、七町（後に本町）、八重、久屋尋常小学校、大成尋常高等小学校も同時に国民学校となる。

### 戦後・名城小学校と御園小学校時代
- 1947年（昭和22年）4月 - 菅原国民学校は近隣に存在した園町、明倫、七町（後に本町）、八重、大成、久屋国民学校と合併し名城小学校として開校した。[5]

- 1956年（昭和29年）- 名城小学校は区内に分校を開校。分校は後に1961年（昭和36年）には名古屋市立御園小学校として分離した。
- 2022年（令和4年）2月10日 - 名古屋市教育委員会は名城小学校と御園小学校の統合を決定。[6]
- 2023年（令和5年）3月31日 - 名城小学校と御園小学校が閉校。

### 令和・丸の内小学校として統合
- 2023年（令和5年）4月1日 - 旧名城小学校校地に名古屋市立丸の内小学校が設立された。[7]
- 2023年（令和5年）12月 - 開校記念式典を挙行。中部電力ミライタワー（名古屋テレビ塔）にて丸の内小学校開校を記念して、テレビ塔がライトアップされる「ミライタワーの点灯式」が行われる。[8]

## 学区
錦一丁目、錦二丁目、錦三丁目は番地ごとに学区が振り分けられており栄小学校と学区が分かれる。なお学区範囲は丸の内中学校とも同様である。
| 丁番         | 全域/一部 |
| ------------ | --------- |
| 三の丸一丁目 | 全域      |
| 三の丸二丁目 | 全域      |
| 三の丸三丁目 | 全域      |
| 三の丸四丁目 | 全域      |
| 錦一丁目     | 一部      |
| 錦二丁目     | 一部      |
| 錦三丁目     | 一部      |
| 二の丸       | 全域      |
| 本丸         | 全域      |
| 丸の内一丁目 | 全域      |
| 丸の内二丁目 | 全域      |
| 丸の内三丁目 | 全域      |

## アクセス
最寄りの鉄道駅
下記の図は、記載の路線を利用した際、最短で到着できる駅と徒歩時間を示した図である。
名古屋市営地下鉄4路線に加え、名鉄瀬戸線も含めた計5路線・５駅が利用できる。
| 路線名     | 駅名       | 徒歩時間 |
| ---------- | ---------- | -------- |
| 名城線     | 名古屋城駅 | 10分     |
| 桜通線     | 久屋大通駅 | 12分     |
| 東山線     | 栄駅       | 13分     |
| 鶴舞線     | 丸の内駅   | 15分     |
| 名鉄瀬戸線 | 東大手駅   | 15分     |

最寄りのバス停
- 名古屋市営バス「大津橋」から徒歩1分
- 名古屋市営バス/名鉄バス（基幹バス）「大津通」から徒歩6分

名古屋駅・空港からのアクセス
- 名古屋駅から訪れる場合は、桜通線に乗車し、久屋大通駅で下車するのが最短である。
- 中部国際空港から訪れる場合は、名鉄空港線に乗車し、金山駅で名城線に乗り換え、名古屋城駅で下車するのが最短である。
- 県営名古屋空港から訪れる場合は、あおい交通が運営する「県営名古屋空港直行バス　名古屋駅前（栄 経由）」に乗車し、栄バスターミナル（オアシス21）で名古屋市営バスに乗り換え、大津橋バス停で下車するのが最短である。